# Hans Känel
Hans Känel (Bargen, Berna, 3 de maig de 1953) va ser un ciclista suís, que fou professional entre 1980 i 1987. Durant la seva carrera esportiva combinà la carretera amb la pista. En el seu palmarès destaquen dues medalles als Campionats del món de persecució per equips.

## Palmarès
- 1974
  - Vencedor d'una etapa de la Scottish Milk Race
- 1977
  -  Campió de Suïssa de Persecució
  - Vencedor d'una etapa de la Volta a la Baixa Saxònia
- 1978
  - Vencedor d'una etapa de la Settimana Ciclistica Bergamasca
- 1979
  -  Campió de Suïssa en Quilòmetre
  - Vencedor d'una etapa de la Volta a la Baixa Saxònia
- 1980
  -  Campió de Suïssa en puntuació
- 1983
  - 1r als Sis dies de Launceston (amb Urs Freuler)

### Resultats al Tour de França
- 1982. Abandona (17a etapa)